# La tigre di Eschnapur
La tigre di Eschnapur (Der Tiger von Eschnapur) è  un film del 1959 diretto da Fritz Lang.
Esso fa parte di un dittico che prosegue con Il sepolcro indiano  (Das Indische Grabmal) uscito sempre nel 1959, qualche mese dopo.

## Trama
L'architetto tedesco Harald Berger arriva a Eschnapur, invitato dal maragià Chandra, che gli affida lavori di ristrutturazione del suo palazzo. Durante il viaggio, l'uomo salva dagli artigli di una tigre la danzatrice Seetha, destinata a esibirsi nel tempio. Il maragià è innamorato di Seetha e per riconoscenza regala all'architetto un anello con uno smeraldo. Purtroppo anche Harald Berger si innamora di Seetha e ne è ricambiato.
Con l'aiuto di un collega, Azagara, un architetto indiano formatosi in Occidente, Harald esplora i sotterranei del palazzo. Scopre passaggi segreti che conducono al tempio e un lazzaretto dove sono rinchiusi i lebbrosi. Chandra tenta di convincere la danzatrice ad accettare la sua proposta di matrimonio. Il principe Ramigani, che trama per destituirlo e impadronirsi del trono, vede con favore questa unione che provocherà lo scandalo dei sacerdoti e del popolo.
Seetha respinge il corteggiamento del maragià ed egli, furioso di gelosia, costringe Harald ad affrontare in una lotta mortale la tigre. L'architetto uccide l'animale e, grazie alla conoscenza dei sotterranei del palazzo, fugge con Seetha inseguito dalle guardie del palazzo. Giungono a corte intanto, preoccupati per l'assenza di notizie del loro familiare, Irene, la sorella di Harald e il marito, Walter Rhode, anch'egli architetto. A lui Chandra commissiona la costruzione di un mausoleo, rivelandogli di voler rinchiudervi la donna che lo ha tradito.
Harald e Seetha, stremati dalle fatiche e dai pericoli incontrati nella fuga, dopo aver visto morire i loro cavalli, giungono ai limiti del deserto e sono colti da una tempesta di sabbia.

## Produzione
Fritz Lang tornò nel 1957 per la prima volta in Germania dall'America dopo l'esilio del 1933. Ricevette dal produttore Artur Brauner l'offerta di un remake di Il sepolcro indiano del 1921. Trentasette anni prima aveva già scritto una sceneggiatura su questo soggetto ma assunse la regia del film Joe May col pretesto che era troppo giovane per girare un film simile. Un remake era stato girato nel 1938 da Richard Eichberg.
Ora aveva l'opportunità di realizzare quell'antico sogno: " gli sembrava che il cerchio si chiudesse".
Le riprese esterne furono girate in 89 giorni, da ottobre a novembre del 1958, a Udaipur, nello Stato di Rajasthan in India.

## Lang
Nell'intervista concessa nel 1968 a Peter Bogdanovich, a proposito di questo film, Fritz Lang dichiara:
«Quando scrivemmo il film di Joe May, intitolammo la prima parte La tigre di Eschnapur, perché il maragià era feroce come una tigre. C'era anche una tigre nella storia, e una caccia alla tigre. Joe May lo lasciò così - la tigre di Eschnapur era il maragià.[...] La persona che girò la seconda versione del film lo travisò completamente: non capì che la tigre di Eschnapur era il maragià. Un tipico esempio di interpretazione errata, come vede».

## Distribuzione
La prima si tenne a Berlino il 22 gennaio 1959. A Parigi, il film fu presentato il 22 luglio 1959 al Gaumont-Palace, Richelieu con il titolo Le Tigre du Bengale.
La casa produttrice American International, l'anno successivo, fuse il film e il suo seguito Il sepolcro indiano in un'unica versione di novantacinque minuti, distribuendo negli Stati Uniti e in Gran Bretagna il film così ottenuto col titolo Journey to the Lost City.

### Critica
Il film ebbe un grande successo di pubblico, ma i critici cinematografici scrissero recensioni negative.
Enno Patalas scrisse su Filmkritik: «...vi si congiungono un'incapacità drammaturgica, un'indifferenza artistica e un cattivo gusto come in pochi altri film».
Bisognerà attendere il passare del tempo per assistere ad una rivalutazione critica del film. La Suddeutsche Zeitung del 13 novembre del 1968, dedicando un articolo al film, afferma:
«Fritz Lang girò questi film dieci anni fa in Germania. Allora vennero considerati sconcertanti, persino ridicoli. Più tardi si seppe che piacevano a Godard...Guardandoli con un occhio da studioso come se fossero difficili opere d'avanguardia, si scopre qualcosa che trascende il contenuto ideologico e la psicologia inesistente di una storia esotica e romantica: la lucidità classica della costruzione, la stilizzazione dei personaggi e delle situazioni, gli sguardi significativi, la continuità spaziale, la nostalgia, una sorta di paralisi, un'astrazione quasi disumana».
«Un film d'avventura a sfondo esotico, le cui esigenze spettacolari permettono a Lang di ottenere uno dei suoi migliori risultati a livello stilistico»
«Le singole immagini sono memorabili per la loro perfezione formale: il palazzo circondato dall'acqua e visto contro una vasta distesa di cielo; un padiglione in cui il viale delimitato da elefanti di pietra si spinge come un molo nell'acqua; il panorama di una città indiana sulla baia; acqua, pietra, riflessi iridescenti. Il sassolino o il guizzo di un pesce frantumano le immagini riflesse nell'acqua, lo scalpitare ritmico dei cavalli al galoppo, già usato da Lang nei suoi western; tempeste di sabbia, avvoltoi in un cielo di fuoco; il fuggiasco accecato dalla sabbia che spara contro lo spietato disco del sole che si allarga in concentrici gialli e marroni; le grotte cariche di mistero con i bizzarri colori; il minaccioso esercito dei lebbrosi nei sotterranei; il profondo pozzo circolare nel quale l'architetto incatenato rimane prigioniero.»

## Sequenze celebri
La fedele domestica di Seetha, Bahrani, viene costretta ad entrare nella cesta del mago di corte. La cesta è trafitta da lunghi coltelli e il pubblico si attende la riuscita del numero di magia confidando in un trucco segreto, ma un rivolo di sangue, inequivocabile segno di morte, comincia a scorrere sul pavimento: "in questo pezzo di bravura Lang mette in evidenza il carattere crudele dell'assolutismo".